# Camisola poveira

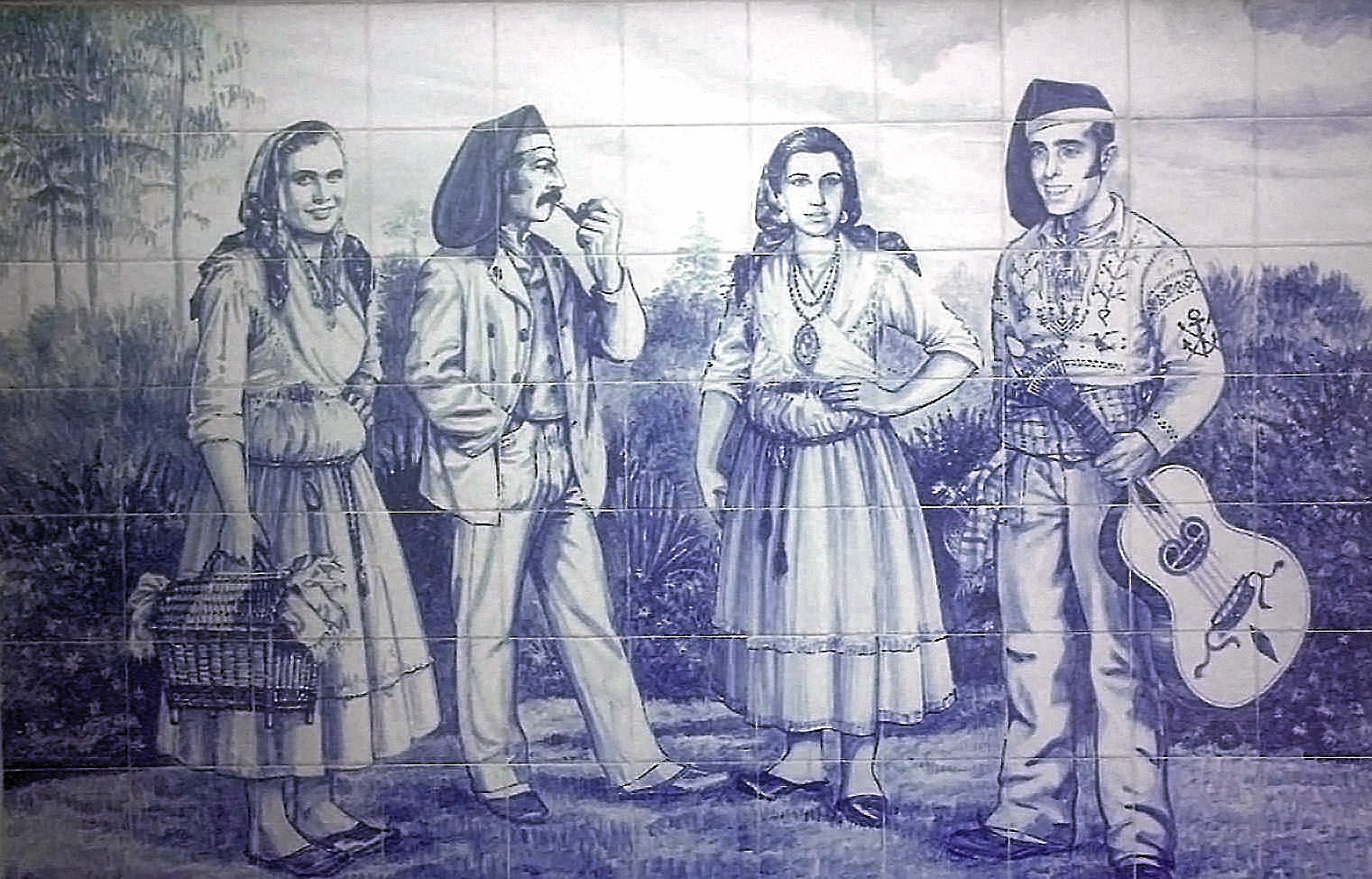
Trajes tradicionales poveiros de fiesta. La "Camisola Poveira" (usada por el hombre de la derecha) es el traje de celebración por excelencia, dejando de ser usado, como forma de luto, después de una tragedia en el mar en 1892.

Las camisolas poveiras son trajes de celebración y de relación local típicos de la localidad portuguesa de Póvoa de Varzim. En sus orígenes, las usaban los pescadores para protegerse del frío. 
Estas camisolas tienen motivos marinos y siglas poveiras, que son dibujos relacionados con las runas nórdicas. Las camisolas sólo tienen tres colores: blanco, negro y rojo; con el nombre del dueño bordado en siglas. 
Las camisolas eran el traje comunitario hasta 1892, año en que ocurrió una tragedia en el mar, y así dejaron de usarse como forma de luto. Volvieron a popularizarse a finales de los años 70. 
Hoy día, se han buscado formas para modernizarlas por un lado y por otro mantener los saberes tradicionales.
Recientemente, Nuno Gama, un reconocido estilista, presentó camisetas poveiras en desfiles de moda en Florencia, Barcelona y Nueva York. También hay otros estilistas interesados en el rejuvenecimiento de este tipo de artesanía.
- Datos: Q8256387